# فيليسيتي كيندال
فيليسيتي كيندال (بالإنجليزية: Felicity Kendal)‏ هي ممثلة بريطانية، ولدت في 25 سبتمبر 1946 في Olton ‏ في المملكة المتحدة.

## وصلات خارجية
- فيليسيتي كيندال على موقع IMDb (الإنجليزية)
- فيليسيتي كيندال على موقع ألو سيني (الفرنسية)
- فيليسيتي كيندال على موقع ميوزك برينز (الإنجليزية)
- فيليسيتي كيندال على موقع أول موفي (الإنجليزية)
- فيليسيتي كيندال على موقع قاعدة بيانات الأفلام السويدية (السويدية)
- فيليسيتي كيندال على موقع إن إن دي بي (الإنجليزية)
- فيليسيتي كيندال على موقع ديسكوغز (الإنجليزية)
- فيليسيتي كيندال على موقع قاعدة بيانات الفيلم (الإنجليزية)
- فيليسيتي كيندال على موقع كينوبويسك (الروسية)